# Cova de Las Lechuzas
La cova de Las Lechuzas es troba a 4 km de la ciutat de Villena (Alt Vinalopó, País Valencià), al Cabezo de Las Cuevas, separada de l'important jaciment del Cabezo Redondo per un estret tàlveg. Es tracta d'un enterrament col·lectiu propi del calcolític llevantí, en què s'han trobat més de 18 cadàvers.
Les peces trobades van ser: dos bols, dues destrals, tres atifells llisos, tretze fletxes de sílex, alguns fragments de nacre, dos granadures en forma d'oliva, una dent perforada, tres granadures d'os, sis vèrtebres de peix i al voltant de 2000 petxines perforades. No es va trobar la més mínima quantitat de metall.
Els materials apareguts es conserven al Museu Arqueològic de Villena.